# Operation Herbstwolken
Operation Herbstwolken (hebräisch מבצע ענני סתיו Miwtza Ananei Staw) ist der Codename für eine israelische Militäroperation im Gazastreifen, die am 31. Oktober 2006 begann.

## Vorgeschichte
Ende Juni 2006 hatten die israelischen Streitkräfte (Tzahal) erneut den Gazastreifen besetzt, nachdem der israelische Korporal Gilad Schalit durch militante Palästinenser gefangen genommen worden war. Israel gab an, dadurch Schalit befreien zu wollen. Dieses Ziel hat die israelische Armee damit nicht erreicht und hat die Operation Sommerregen während des Libanonkrieges 2006 beendet. Schalit wurde fünf Jahre von der Hamas  im Gazastreifen gefangen gehalten, bis er 2011 gegen Freilassung von über 1000 Terroristen, darunter auch den späteren Hamas-Führer Yahya Sinwar, freigelassen wurde.
Die Verhandlungen standen auch vor dem Hintergrund wachsender Spannungen zwischen der Fatah-Bewegung des verstorbenen Palästinenserführers Jassir Arafat und der seit den Wahlen zum Palästinensischen Legislativrat im März 2006 regierenden Hamas. Diese haben verschiedene Gründe. Zum einen hat das Wirtschafts- und Finanzembargo der Vereinigten Staaten, der EU und anderer Staaten dazu geführt, dass Finanzhilfen zur Bezahlung der Verwaltungsangestellten ausblieben. Das Embargo wurde von den westlichen Staaten verhängt, weil die Hamas sich weigerte, das Existenzrecht Israels anzuerkennen, wie es in dem Briefwechsel zwischen Jassir Arafat und Israel bei der Unterzeichnung des Oslo-Abkommens vereinbart worden war. Etwa 165.000 Verwaltungsangestellte, mehrheitlich Sympathisanten der Fatah, sind seit Monaten ohne Lohn. Zum anderen versuchen die Vereinigten Staaten, durch gezielte Geldmittel den Sturz der Regierung von Ministerpräsident Ismail Haniyya herbeizuführen. Bei bewaffneten Auseinandersetzungen zwischen Fatah und Hamas wurden mindestens 15 Palästinenser getötet, teilweise lagen allerdings auch Fehden rivalisierender Familien zugrunde.
Es gab auch Berichte, nach denen der Präsident der Palästinensischen Autonomiebehörde geplant habe, die Regierung aufzulösen und vorzeitige Wahlen auszurufen.
Nach der Beendigung der „Operation Sommerregen“ waren israelische Truppen wiederholt in den Gazastreifen eingedrungen, da Israel auch angab, den Beschuss des westlichen Negev mit Kassam-Raketen stoppen zu wollen. Diese Operationen erreichten jedoch nicht den Umfang und die Schärfe der vorherigen Militäroperation, sondern es handelte sich um örtlich und zeitlich begrenzte Aktionen. Hierzu gehören die Operationen Regenmann, Vier Arten und Fußspuren im Sand.
Bei den Kämpfen zwischen den israelischen Streitkräften und militanten Palästinensern waren bis Ende Oktober rund 320 Palästinenser (davon 84 Zivilisten) und fünf israelische Soldaten getötet worden.

## Verlauf der Operation
In den beiden Wochen vor Beginn der Operation Herbstwolken wurde in Israel in Erwägung gezogen, dass im Gazastreifen durch Waffenschmuggel und bessere Ausbildung von Soldaten ein Bedrohungspotential gegen Israel entstehen könnte, das der Situation im südlichen Libanon gleichkomme. Hierzu gehört insbesondere die Befürchtung, dass die auch von der Hisbollah benutzten Katjuscha-Raketen nach Gaza gelangen könnten. Insbesondere die Operation Fußspuren im Sand hatte sich darauf konzentriert, im Bereich der Philadelphi-Route Tunnel aufzuspüren und zu zerstören, die von Militanten zum Schmuggeln von Waffen aus dem Sinai in den Gazastreifen angelegt wurden.
Vor dem Beginn der Offensive hatte der israelische Ministerpräsident Ehud Olmert am 30. Oktober 2006 vor einem Ausschuss der Knesset angekündigt, die israelischen Offensive im Gazastreifen auszuweiten. Man wolle sich insbesondere auf den Waffenschmuggel konzentrieren, aber den Gazastreifen nicht wieder flächendeckend besetzen.
Die Militäroperation war durch drei Luftangriffe eingeleitet worden. Die Kämpfe konzentrierten sich zunächst auf das Gebiet um die Stadt Beit Hanun. Eine Sprecherin der Tzahal erklärte, man habe sich auf Beit Hanun konzentriert, weil mehr als ein Drittel der seit Jahresanfang auf Israel abgefeuerten Raketen aus diesem Gebiet gestartet worden waren. Bodentruppen haben dann mit Unterstützung durch Panzer und Kampfhubschrauber die Stadt zunächst eingekreist und nachfolgend besetzt. Später haben Scharfschützen auf Häuserdächern Stellung genommen und die Truppen durchsuchten jedes Haus. Laut Reuters berichteten Einwohner der Stadt, dass 4.000 palästinensische Männer bei solchen Razzien aufgegriffen wurden, wobei die meisten nach Verhören wieder freigegeben wurden. Manche seien interniert und einige auch nach Israel gebracht worden.
Bei Kämpfen um eine Moschee in Beit Hanun waren – nach unterschiedlichen palästinensischen Quellen – zwei, vier oder mindestens neun Palästinenser getötet worden. Am 2. November hatten sich bewaffnete Palästinenser in dem Gebäude verbarrikadiert. Die Militanten und Soldaten lieferten sich während der Nacht ein mehrstündiges Gefecht. Die israelische Armee riss dann mit einer Planierraupe eine Wand des Gebäudes ein, was den Kollaps des Daches verursachte. Mit der Maßnahme wollte die Tzahal die Palästinenser zur Aufgabe nötigen. Die Darstellungen des Zwischenfalls weichen im weiteren Verlauf voneinander ab. Durch die Hamas war ein Aufruf an Frauen ergangen, sich an der Moschee zu versammeln, um so menschliche Schutzschilde zu bilden und damit die israelischen Truppen am Angriff auf die palästinensischen Kämpfer zu hindern. Etwa 50 Frauen (andere Berichte sprechen von Hunderten) fanden sich nach dem Aufruf zusammen. Die israelischen Soldaten eröffneten allerdings das Feuer, nach ihren Angaben auf bewaffnete Männer, wodurch angeblich zwei Frauen im Kugelhagel getötet wurden. Zehn weitere Frauen seien dabei verletzt worden und einige der verschanzten Militanten konnten in dem folgenden Durcheinander flüchten. Hamas gab später bekannt, dass 32 Militante entkommen seien.
Bewohner der Stadt, die etwa 30.000 Einwohner hat, gaben an, dass die Tzahal die vollständige Kontrolle über das Stadtgebiet übernommen habe. Die israelische Armee hat ihre Operation am 3. November auf das Gebiet zwischen Beit Hanun und Gaza-Stadt ausgeweitet.
Die militanten Palästinenser setzten ihre Raketenangriffe allerdings unvermindert fort. Als Reaktion auf den Einschlag von vier Kassam-Raketen in Sderot am 5. November 2006 erklärte der israelische Verteidigungsminister Amir Peretz, dass Israel die Operation unbefristet fortsetzen werde.

### Rückzug aus Beit Hanun
In der Nacht zum 7. November 2006 ziehen sich die israelischen Truppen aus Beit Hanun zurück. Nach israelischen Angaben war es während der sechs Tage andauernden Operation gelungen, neun Gruppen von Militanten auszuschalten, die Kassam-Raketen auf die westliche Negev abgeschossen haben.
Die Tzahal gab allerdings bekannt, dass sie ihre Militäraktion in der Umgebung von Beit Hanun auch nach dem offiziellen Ende der Operation Herbstwolken fortsetzen würde. Die Truppen haben sich in den Außenbezirken der Stadt neugruppiert. Während der Offensive waren 60 Palästinenser getötet worden, davon waren nach Berechnungen von Haaretz 18 Zivilisten. Die israelischen Streitkräfte gaben die Zahl der getöteten Zivilisten niedriger an, mit sieben oder acht.

### Weitere Ereignisse
Nachfolgend hat die IDF ihre militärischen Angriffe auf Ziele im Gazastreifen fortgesetzt, unter anderem mit einem Angriff auf das Haus der palästinensischen Abgeordneten Jamila Shanti, bei welchem den Angaben zufolge drei Personen getötet wurden. Shanti hatte die Demonstration organisiert, durch die es den in der Nasser-Moschee verschanzten Bewaffneten gelang, trotz der Belagerung durch israelische Soldaten zu entkommen. Außerdem gab es einen Zusammenstoß zwischen israelischen Soldaten und Mitgliedern des Islamischen Dschihad bei Digit, wobei zwei Palästinenser getötet wurden. Am Montag war es zu einem Selbstmordanschlag gekommen, zu dem sich die Gruppierung Islamischer Dschihad bekannt hat. Bei dem Anschlag zündete eine Studentin der Islamischen Universität von Gaza, die achtzehnjährige Mervat Masaoud, eine Bombe, durch die ein israelischer Soldat leicht verwundet wurde. Verwandte identifizierten die Leiche und sagten, dass ein Vetter von ihr an dem Selbstmordanschlag im Hafen von Aschdod beteiligt war, bei dem im Jahre 2004 zehn Menschen getötet wurden.

### Granatbeschusszwischenfall in Beit Hanun
Am 8. November wurden gegen sechs Uhr morgens bei einem Granatbeschuss durch israelische Einheiten in Beit Hanun 19 Zivilisten (neun Kinder, vier Frauen und sechs Männer) getötet. Davon gehörten 18 zur Familie Athamneh, deren Haus bereits sieben Tage zuvor von israelischen Soldaten durchsucht und mit einem Panzer beschädigt worden war. Einer ersten Untersuchung seitens der israelischen Armee zufolge wurde der Zwischenfall primär durch technisches Versagen des Shilem-Feuerleitsystems verursacht. Hamas hat unmittelbar darauf der Nachrichtenagentur Associated Press eine Stellungnahme übermittelt, nach welcher die Vereinigten Staaten „politische, finanzielle und logistische Deckung für die Kriegsverbrechen der Zionisten bieten. Sie sind deswegen verantwortlich für das Massaker von Bait Hanun.“ Präsident Abbas forderte den Sicherheitsrat der Vereinten Nationen auf, Maßnahmen gegen Israel zu ergreifen. Auch Aktivisten der israelischen Friedensbewegung wie Uri Avnery von Gush Shalom nannten die Aktion ein Massaker, und die israelische Menschenrechtsorganisation B’Tselem verurteilte den Granatenangriff auf Beit Hanun als Kriegsverbrechen. Eine Verurteilung Israels scheiterte jedoch am amerikanischen Veto im UN-Sicherheitsrat.
Das Ereignis hat teils heftige internationale Kritik hervorgerufen. Der italienische Außenminister nannte den Zwischenfall „eine inakzeptable Eskalation der Gewalt“. Syrien „verurteilt scharf den Staatsterrorismus, der von Israel begangen wird“ und verlangte von der internationalen Staatengemeinschaft, Israel Einhalt zu gebieten. Die britische Außenministerin Margaret Beckett zeigte sich „zutiefst erschüttert“, verlangte aber auch die Einstellung des „inakzeptablen“ Kassam-Raketenbeschusses durch Militante. Die EU-Außenkommissarin Benita Ferrero-Waldner sagte für die Europäische Union, dass die Tötung so vieler Zivilisten, einschließlich vieler Kinder ein wirklich schockierendes Ereignis ist“. Eine Sprecherin des israelischen Ministerpräsidenten Ehud Olmert erklärte zunächst, dass die Operationen fortgesetzt würden. Die israelische Außenministerin Tzipi Livni sprach von einem „bedauerlichen Vorfall“, wie er bei der Bekämpfung von Terrorismus eben vorkommen könne. Ehud Olmert und Verteidigungsminister Amir Peretz bedauerten den Tod der Zivilisten. Die Geschützgruppe, die für den Tod der 19 Zivilisten in Beit Hanoun verantwortlich war, gehört zum gleichen Bataillon der israelischen Armee, die beim ersten Artillerieangriff auf Kana hundert libanesische Zivilisten getötet hatte. Katar hat in den UN-Sicherheitsrat nachfolgend einen Resolutionsentwurf eingebracht, der Israel zur Einstellung der Feindseligkeiten und zum Abzug aus dem Gazastreifen, sowie die palästinensischen Milizen zur Beendigung ihrer Raketenangriffe auf Israel aufforderte, aber der Entwurf scheiterte am 11. November 2006 am Veto der Vereinigten Staaten. Die Generalversammlung der Vereinten Nationen hat allerdings mit einer überwältigender Mehrheit von 156 zu 7 die Einsetzung einer Untersuchungskommission beschlossen.
Nach einer Entscheidung des Menschenrechtsrates soll der frühere Friedensnobelpreisträger und südafrikanische Bischof Desmond Tutu diese Erkundungsmission leiten.

### Waffenstillstand am 26. November
Am 25. November 2006 haben beide Seiten einen Waffenstillstand vereinbart, der am 26. November 2006 um 6:00 Uhr Ortszeit in Kraft trat. Nach Informationen aus dem Umfeld von Ehud Olmert hatte der Präsident der Palästinenser Mahmud Abbas in einem Telefongespräch mit dem israelischen Präsidenten ein Ende der Raketenangriffe auf die westliche Negev, von Selbstmordattentaten auf israelische Soldaten im Gazastreifen und das Graben von Tunnels zum Schmuggeln von Waffen aus Ägypten angeboten. Die israelische Regierung versprach als Gegenleistung die Einstellung aller militärischen Aktionen im Gazastreifen. Israel hat nach eigenen Angaben kurz darauf alle Truppen aus dem Gazastreifen abgezogen. Außerdem hörte Israel auf, gezielt radikale Palästinenser zu töten. Der Waffenstillstand, der von allen palästinensischen Gruppierungen unterzeichnet wurde, wird von beiden Seiten als zerbrechlich bezeichnet. Rund zwei Stunden nach dem Inkrafttreten des Waffenstillstands wurde eine Kassam-Rakete auf Israel abgeschossen, die jedoch keinen Schaden anrichtete. Falls der Waffenstillstand durch die Palästinenser nicht gehalten wird, so werde man die Angriffe wieder aufnehmen, drohte Verteidigungsminister Peretz. Ein Hamas-Sprecher verurteilte den Raketenabschuss, zu dem sich die Kassam-Brigaden und der Islamische Dschihad bekannten. Hamas gab auf seiner Website an, der Grund für den Abschuss sei gewesen, dass nicht alle israelischen Soldaten den Gazastreifen verlassen hätten, wie von Israel behauptet.

## Reaktionen auf palästinensischer Seite
Der palästinensische Außenminister Mahmoud Zahar warnte Israel davor, dass das Leben Gilad Schalits durch die neue Offensive gefährdet wird, weil die Tzahal „bestimmte Plätze bombardiert und [damit] den Soldaten schädigen wird“. Indirekt drohte Zahar in dem Interview für die ägyptische Nachrichtenagentur Middle East News Agency mit dem Tod des Soldaten, weiteren Verlusten und noch mehr Gefangenen, falls israelische Truppen versuchen sollten, in das Gebäude einzudringen, in welchem Schalit gefangen gehalten wird.
Präsident Abbas hat die neuerliche Offensive verurteilt und vom Sicherheitsrat der Vereinten Nationen verlangt, ein Ende der „israelischen Aggression“ herbeizuführen.

## Internationale Reaktionen
Sowohl der Generalsekretär der Vereinten Nationen als auch die Europäische Union haben Israel aufgefordert, bei der Militäroperation alles zu tun, um zivile Opfer zu vermeiden. Kofi Annan verlangte allerdings auch die Einstellung des Kassam-Raketenfeuers. Die Vereinigten Staaten billigten Israel das Recht zu, sich gegen den Beschuss israelischen Gebiets durch palästinensische Militante zur Wehr zu setzen, trotz der durch den Sprecher des US-Außenamtes, Sean McCormack, als „eine wahre Tragödie“ bezeichneten Verluste unschuldiger Menschenleben. Er warf den Vereinten Nationen vor, keinen neutralen Standpunkt zu haben. Die britische Außenministerin Margaret Beckett bescheinigte ebenfalls Israel das Recht, sich gegen den Beschuss durch Raketen zu wehren, forderte allerdings Israel auch dazu auf, dass „jegliche Aktionen angemessen sind und mit dem internationalen humanitären Recht übereinstimmen“. Der ägyptische Außenminister Ahmed Abul Ghait kritisierte hingegen die neue Offensive als „exzessiv“, Israel würde durch die Operation die Lage der Palästinenser und die Versuche erschweren, zu einer politischen Lösung zu kommen. Er rief auch die verschiedenen palästinensischen Gruppen auf, den Beschuss der westlichen Negev zu stoppen und damit die Provokation einer militärischen Vergeltung durch Israel zu vermeiden.
Am 15. November 2006 richtete der Menschenrechtsrat der UNO eine Untersuchungskommission zu dem Angriff auf Beit Hanun unter der Leitung von Desmond Tutu ein. Sie folgte damit dem Antrag von Pakistan und Bahrain. 32 der 47 Mitgliedsstaaten stimmten für die Einrichtung der Kommission; acht Staaten, darunter Deutschland, stimmten dagegen. Die Untersuchungskommission sollte dem UNO-Menschenrechtsrat bis Mitte Dezember 2006 Bericht erstatten. Israel verweigerte der Untersuchungskommission jedoch die Einreise.

## Gefährdung des Lebens von Gilad Schalit
Sowohl Israel als auch Hamas haben die Operation Herbstwolken und das Schicksal des im Juni durch militante Palästinenser gefangen genommenen israelischen Soldaten Gilad Schalit in eine gegenseitige Abhängigkeit gestellt.
Auf die indirekten Drohungen des palästinensischen Außenministers Mahmud Zahar und eines Sprechers der Volkswiderstandskomitees mit dem Namen Abu Mudschahid, die Fortsetzung der Offensive und der Angriff auf „bestimmte Orte“ könnte das Leben Schalits gefährden, reagierte der neu in das israelische Kabinett eingetretene Minister für strategische Bedrohungen Avigdor Lieberman mit einem Vergleich, der Zahar und Haniyya die Schicksale von Selbstmordattentätern in Aussicht stellte. „Ismail Haniyya und Mahmud Zahar können die Gesellschaft mit den Schahids teilen“, sagte der Minister. (In den Augen des israelischen Verteidigungsministers Peretz waren diese Äußerungen allerdings unnütze „Agitation“). Die an der Entführung beteiligte Organisation Volkswiderstandskomitee hat jedoch am 5. November 2006 dahingehend relativiert, dass Schalit kein Leid geschehe, außer durch die Bombardierung palästinensischer Infrastruktur durch israelische Truppen selbst.